# Gymnothorax eurostus
Espèce
Gymnothorax eurostus est une espèce de poissons de la famille des murènes.

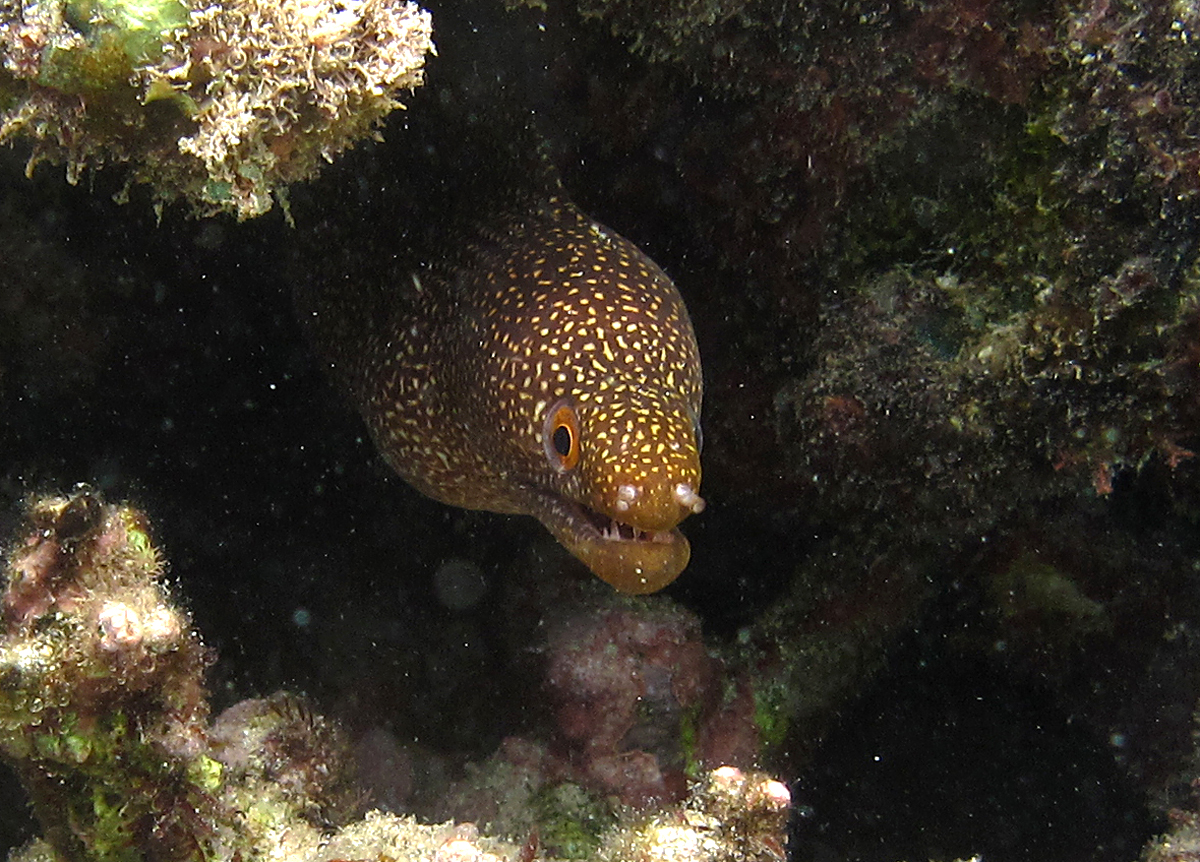
à La Réunion
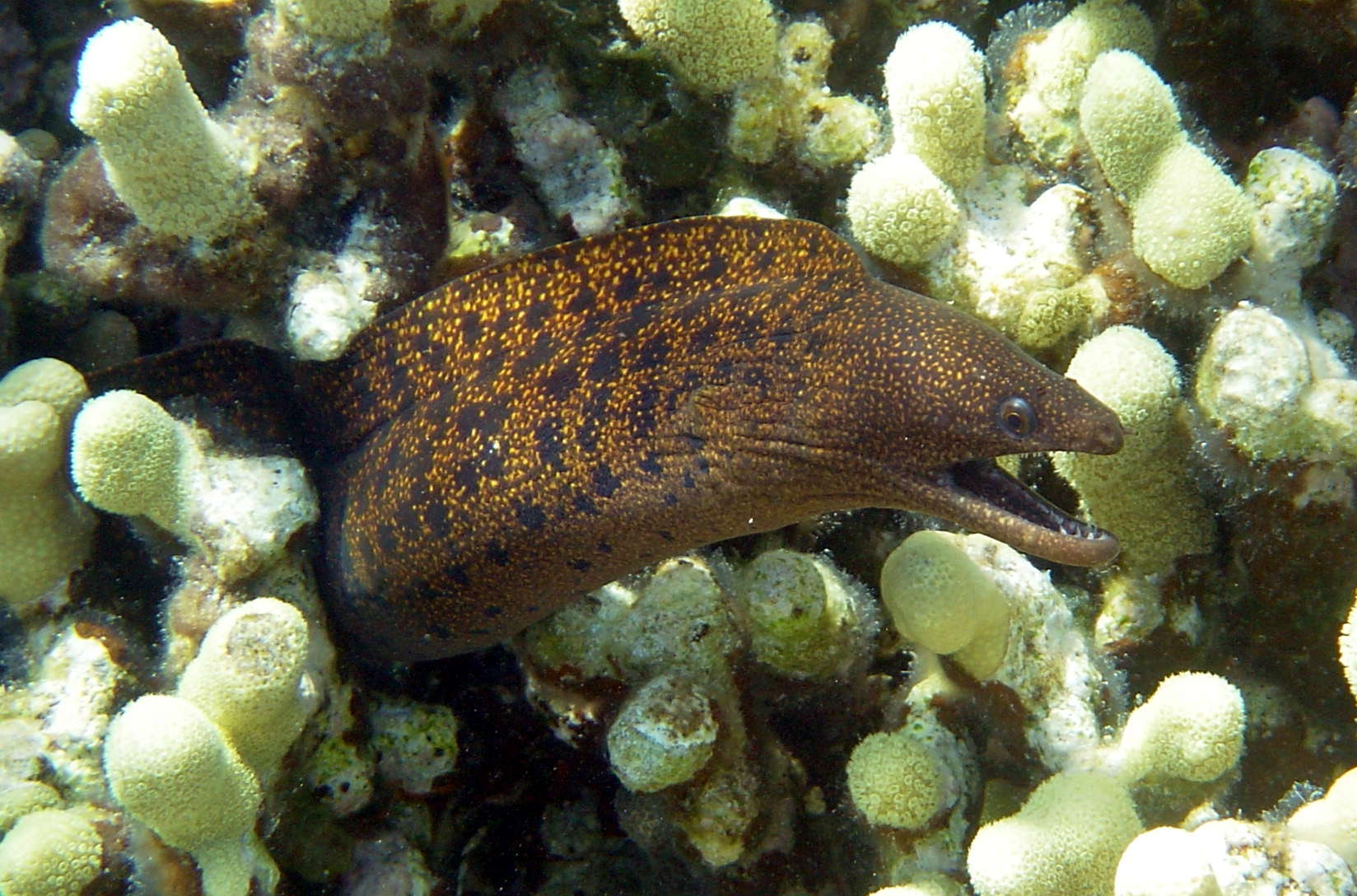
à Hawaii.